# Batalla de Apros
La Batalla de Apros se libró el junio de 1305 en la Tracia y enfrentó a los almogávares de la Gran Compañía Catalana contra las tropas del Imperio bizantino. Las tropas de la compañía, muy inferiores en número, derrotaron por completo al ejército bizantino, ocasionando al imperio una herida de la cual nunca se recuperaría.

## Antecedentes
Fracasado el sitio de Galípoli (abril-junio de 1305) con la victoria de la Compañía Catalana de Oriente, el emperador Andrónico II Paleólogo y su hijo Miguel IX Paleólogo temen la posible llegada de refuerzos para la Compañía provenientes de Cataluña o Sicilia, así que juntan sus fuerzas para hacer un ataque definitivo sobre estos.
Los almogávares, alertados por una espía enviada por Ramón Muntaner, salieron al encuentro del enemigo. A los tres días de marcha, la Compañía se encuentra cerca de Apros con el campamento bizantino, donde Miguel IX Paleólogo estaría a la espera del resto de sus tropas, las cuales llegarían de noche.

## El campo de batalla
Los 3000 almogávares formaron un escuadrón de infantería en el centro, flanqueado en ambos lados por la caballería. En la vanguardia dejaron un escuadrón de infantería y partieron frente al enemigo.
Los bizantinos, al ver la llegada de éstos, se pusieron en sus respectivas posiciones: la infantería en el centro, repartida en cinco escuadrones, bajo las órdenes del general Teodoro (tío de Miguel), en el lado izquierdo la caballería formada por alanos y turcopolos al mando de Basila, y en el lado derecho la caballería formada por tracios y macedonios a las órdenes de Eteriarca. En la vanguardia se encontraba Miguel.
El primer escuadrón de almogávares se enfrentó a alanos y turcopolos, los cuales fueron repelidos y posteriormente huirían dejando a la infantería bizantina al descubierto por el flanco izquierdo, que se encontró con la carga del primer escuadrón de almogávares y parte de la caballería, mientras el resto de los almogávares cargaba por el centro. En frente de la embestida almogávar, la infantería cae, dándose finalmente a la fuga. La caballería de Tracia y Macedonia fue la única que pudo mantener su posición, enfrentándose con la caballería almogávar y defendiendo un escuadrón hasta que fue arrollado por el resto de los almogávares entrando por el otro flanco y por el centro. En ese momento se retiraron, con una gran pérdida de efectivos.
Miguel, viendo la derrota de su ejército, en un acto de valentía, cargó con 100 hombres contra los almogávares, volviendo a igualar la batalla. Miguel hizo muestra de una gran valentía y destreza, hiriendo a muchos almogávares. El coemperador embiste contra Bernat Ferrer, marinero almogávar que entró en batalla a caballo y con ricas vestiduras y coraza fruto de las anteriores batallas, y le hiere. El almogávar contraataca hiriendo al príncipe, el cual es socorrido por su guardia. El ejército bizantino sufrió un gran número de bajas y, viendo su final, se retiran. Por último, los almogávares temen una posible emboscada y no persiguen al ejército bizantino.

## Consecuencias
La derrota dejó al Imperio bizantino sin ejército y a los almogávares dominando la mayor parte de Tracia.